# Isocitrat deshidrogenasa
L'isocitrat deshidrogenasa (IDH) és un enzim implicat en el metabolisme dels glúcids, ja que participa en el cicle de Krebs, catalitzant la descarboxilació oxidativa de l'àcid isocítric (també anomenat isocitrat) transformant-lo en 2-oxoglutarat. La IDH és dependent de NAD+ o NADP+. En les cèl·lules eucariotes existeixen un mínim de tres isoenzims de la IDH:
- IDH1 - Isocitrat deshidrogenasa depenent de NADP+ citoplasmàtica[2]
- IDH2 - Isocitrat deshidrogenasa depenent de NADP+ mitocondrial[2]
- IDH3 - Isocitrat deshidrogenasa depenent de NAD+,[3] en els humans formada per les subunitats alfa, beta i gamma.

En Escherichia coli l'activitat de l'enzim depenent del NADP+ està controlada per la fosforilació d'un residu de serina que duu a terme la isocitrat deshidrogenasa kinasa. La forma fosforilada de la IDH està completament desactivada.

## IDH1
La IDH1 catalitza les reaccions de descarboxilació oxidativa de l'isocitrat i de l'oxalsuccinat utilitzant únicament NADP+ com a acceptor d'electrons. L'oxalsuccinat és una de les molècules intermèdies de la reacció d'àcid isocítric a àcid α-cetoglutàric.
Isocitrat + NADP+ {\displaystyle \rightleftharpoons } 2-oxoglutarat + CO₂ + NADPH
Oxalsuccinat + NADP+ {\displaystyle \rightleftharpoons } 2-oxoglutarat + CO₂ + NADPH
La proteïna humana té una longitud de 414 aminoàcids i es presenta en homodímers que necessiten, cadascun, la unió d'un catió magnesi o manganès. Dins la cèl·lula es troba al citoplasma o als peroxisomes.

## IDH2
És la variant mitocondrial de la IDH1. Catalitza les reaccions de descarboxilació oxidativa de l'isocitrat i de l'oxalsuccinat utilitzant també únicament NADP+ com acceptor d'electrons. La proteïna humana té una llargada de 452 aminoàcids i es presenta en homodímers que necessiten, per cadascun, la unió d'un catió magnesi o manganès.
Participa en el metabolisme intermedi i en la producció d'energia estant estretament associada amb el complex piruvat deshidrogenasa.

## IDH3
La IDH3 catalitza la reacció de descarboxilació oxidativa de l'isocitrat utilitzant només NAD+ com acceptor d'electrons.
Isocitrat + NAD+ {\displaystyle \rightleftharpoons } 2-oxoglutarat + CO₂ + NADH
La trobem als mitocondris de les cèl·lules i es presenta en heteropolímers de les subunitats alfa, beta i gamma. Cadascun necessita la unió d'un catió magnesi o manganès. Les característiques de cada cadena són:
- La cadena alfa es troba en dues isoformes (1 i 2), i tenen una longitud de 366 i 288 aminoàcids respectivament.
- La cadena beta també té dues possibles isoformes,(B i A) sent la longitud de cadascuna 385 i 383 aminoàcids respectivament.
- La cadena gamma té una llargada de 393 aminoàcids. s'activa incrementant la raó ADP/ATP i per la presència de l'ió Ca+2.

La IDH3 es regula al·lostèricament.

## Regulació
El canvi d'energia lliure per la reacció catalitzada per la IDH es pot considerar una reacció irreversible, motiu pel qual ha de ser regulada acuradament per evitar un consum excessiu de isocitrat i una acumulació de 2-oxoglutarat. La reacció s'estimula pel simple mecanisme de disponibilitat de substrat (isocitrat, NAD (P)+, Mg+2 / Mn+2), inhibida pel producte (2-oxoglutarat i NAD (P) H) i inhibida per l'ATP per inhibició competitiva feedback.

## Mecanisme catalític
En el transcurs del cicle de Krebs, l'isocitrat, produït per la isomerització de l'àcid cítric, és oxidat i descarboxilat. l'enzim IDH envolta en el seu centre actiu a l'isocitrat mitjançant els aminoàcids arginina, tirosina, asparagina, serina, treonina i àcid aspàrtic.

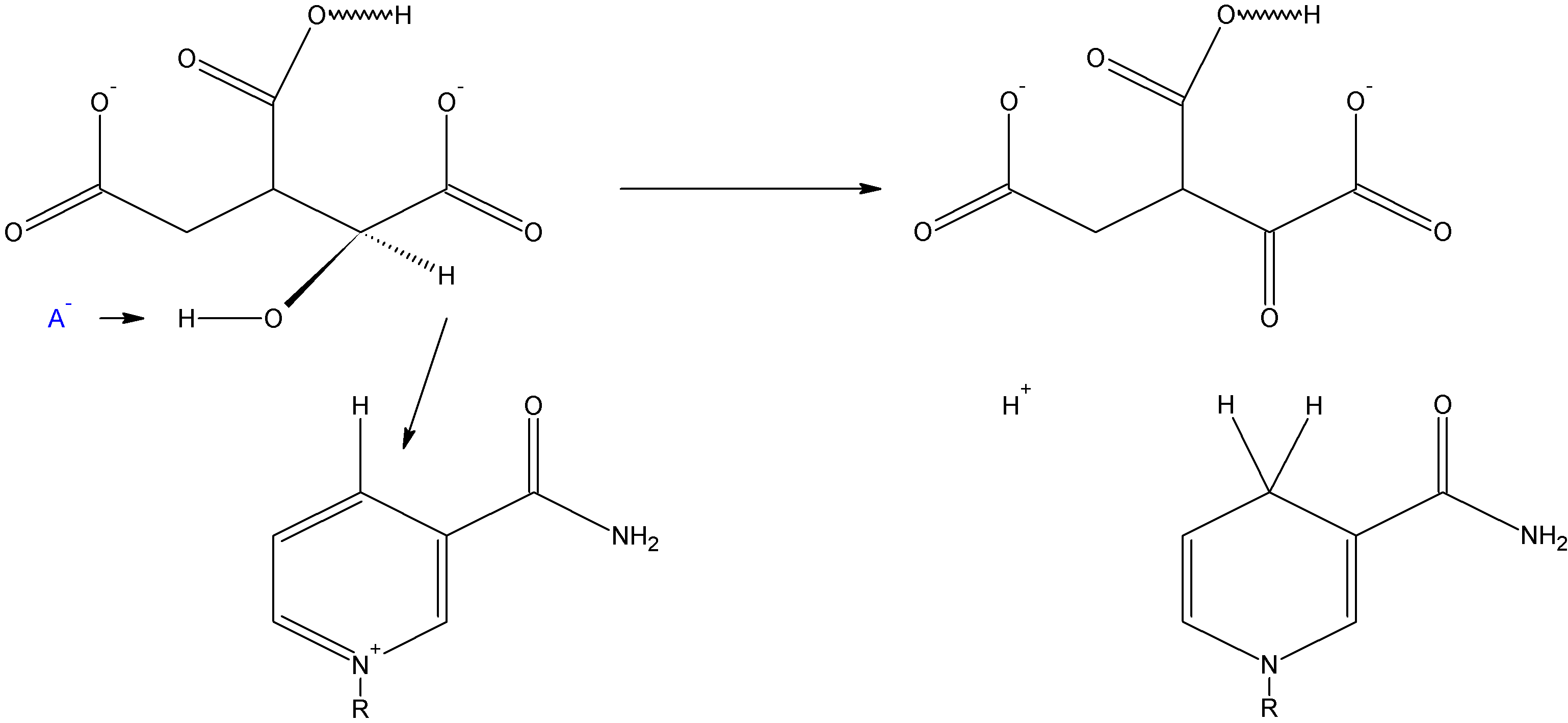
Primera etapa de la reacció de descarboxilació oxidativa de l'isocitrat catalitzada per l'isocitrat deshidrogenasa.

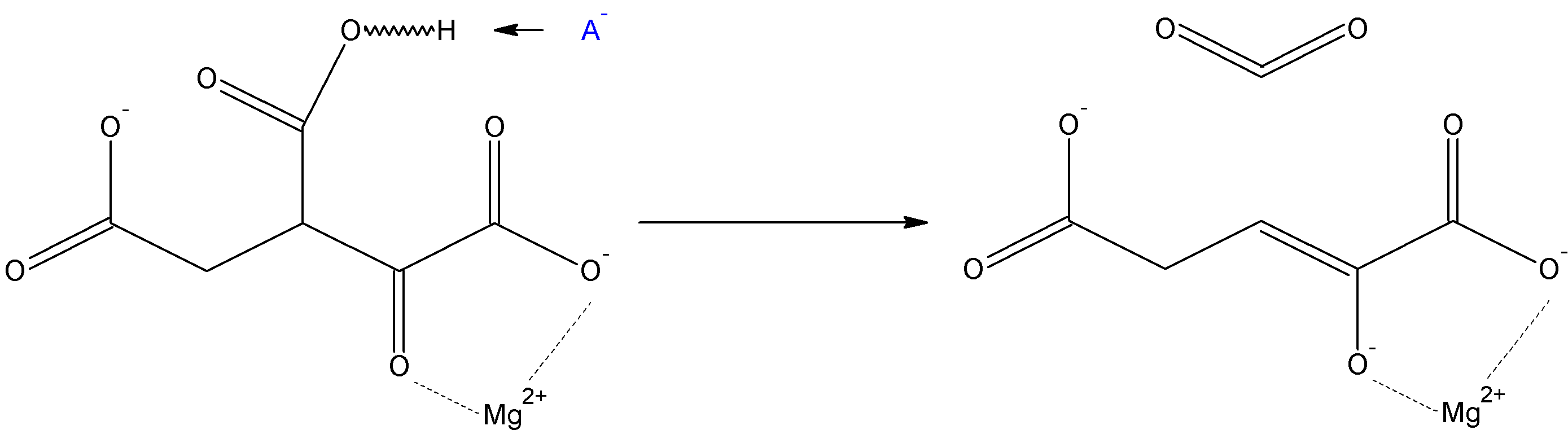
Segona etapa de la reacció de descarboxilació oxidativa de l'isocitrat catalitzada per la isocitrat deshidrogenasa.

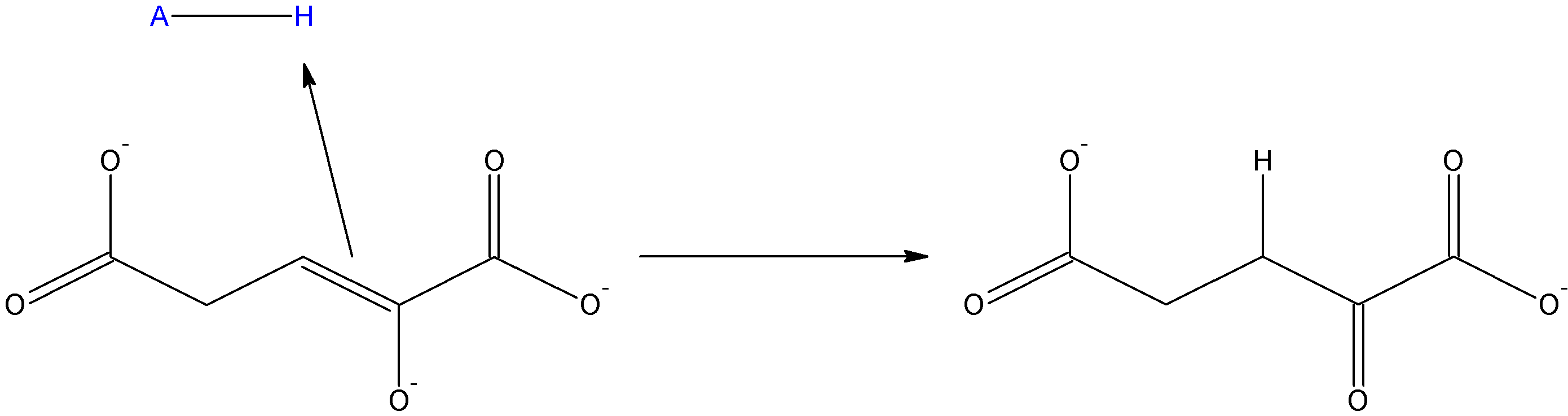
Tercera etapa de la reacció de descarboxilació oxidativa de l'isocitrat catalitzada per la isocitrat deshidrogenasa.

La primera etapa de la reacció és l'oxidació del carboni alfa (C#2) de l'isocitrat formant d'aquesta manera oxalsuccinat. En aquest procés el grup alcohol d'aquest carboni perd protons, els electrons van fins al carboni formant un grup cetona i s'elimina un ió hidrur utilitzant NAD+/NADP+ com a cofactor acceptor d'electrons.
La segona etapa és la descarboxilació de l'oxalsuccinat. En aquesta etapa l'oxigen del grup carboxil perd els protons a causa d'un residu de tirosina proper i els electrons es desplacen fins al carboni 2. El diòxid de carboni deixa el carboni beta de l'isocitrat, els electrons es mouen fins a l'oxigen del grup cetona i aquest es carrega negativament, i per acabar, es forma un doble enllaç entre els carbonis alfa i beta.
La tercera etapa és la saturació del doble enllaç entre els carbonis 2 i 3. En aquesta etapa, un residu de lisina desprotona l'oxigen del carboni alfa, regenerant l'enllaç cetona i formant un enllaç simple entre els carbonis alfa i beta tot agafant un protó d'un residu de tirosina proper.

## Centre actiu
L'estructura de la isocitrat deshidrogenasa de l'Escherichia coli va ser la primera estructura a ser construïda i entesa, ja que l'Escherichia coli ha estat utilitzada per molts investigadors per fer comparacions amb altres isocitrat deshidrogenases. Es saben moltes coses sobre aquest enzim bacterial i s'ha descobert que moltes isocitrat deshidrogenases són similars quant a estructura, i per tant, també en funcionalitat. Per l'altra banda, les isocitrat deshidrogenases no han estat estudiades completament.
Cada dímer de IDH té dos centres actius i cadascun està enllaçat a una molècula de NAD+/NADP+ i a un ió metall (Mg+2, Mn+2). En general cada centre actiu té una seqüència d'aminoàcids per cada lloc d'unió específica. En els enzims de la Desulfotalea psychrophila (DpIDH) i en la del porc (PcIDH) Hi ha tres substrats units al centre actiu:
- L'isocitrat s'uneix en el centre actiu a una seqüència d'aproximadament vuit aminoàcids a través de ponts d'hidrogen. aquests aminoàcids inclouen tirosina, serina, asparagina, arginina, tirosina y leucina. Les seves posicions poden variar però tots estan situats en un rang proper. Per exemple Arg131 DpIDH y Arg133 PcIDH, Tyr138 DpIDH y Tyr140 PcIDH.[6]
- L'ió metàl·lic s'uneix a tres residus conservats a partir de ponts d'hidrogen. Aquests aminoàcids són tres residus d'aspartat[6]
- El NAD+ i el NADP+ s'ajunten al centre actiu en quatre regions amb propietats similars entre els enzims IDH. Aquestes regions varien però estan al voltant de [250-260], [280-290], [300-330] y [365-380].[6]